# São Joaquim do Monte (ort)
São Joaquim do Monte är en ort i Brasilien.   Den ligger i kommunen São Joaquim do Monte och delstaten Pernambuco, i den östra delen av landet, 1 500 km nordost om huvudstaden Brasília. São Joaquim do Monte ligger 483 meter över havet och antalet invånare är 13 520.
Terrängen runt São Joaquim do Monte är huvudsakligen kuperad, men västerut är den platt. Närmaste större samhälle är Agrestina, 15,7 km väster om São Joaquim do Monte.
Omgivningarna runt São Joaquim do Monte är en mosaik av jordbruksmark och naturlig växtlighet. Runt São Joaquim do Monte är det ganska tätbefolkat, med 104 invånare per kvadratkilometer.